# 洛斯阿拉沃斯

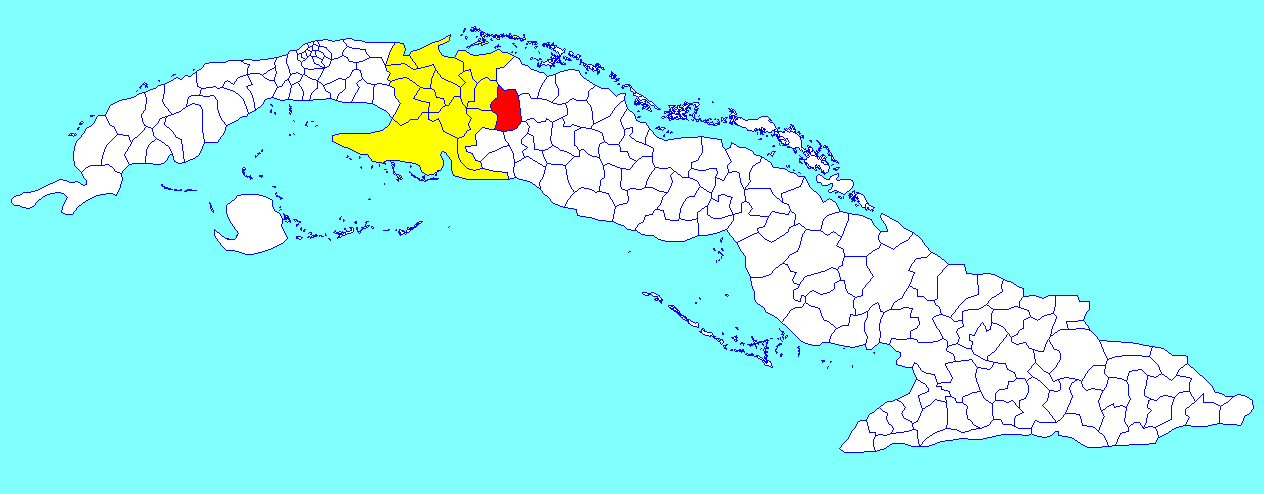

洛斯阿拉沃斯（西班牙語：Los Arabos），是古巴的城鎮，位於該國西部，由馬坦薩斯省負責管轄，始建於1876年，面積762平方公里，海拔高度75米，2004年普查人口總數為25,702人，人口密度每平方公里33.7人。
22°44′24″N 80°42′58″W / 22.74000°N 80.71611°W